# نقطة وظيفية
الوحدة الوظيفية أو النقطة الوظيفية هي وحدة قياس للتعبير عن حجم وظيفة العمل التي يقدمها نظام معلوماتي ما للمستخدم.  وتُحسب التكلفة (بالدولار أو الساعات) لوحدة واحدة من المشاريع السابقة. والنقاط الوظيفية هي وحدات قياس يستخدمها أسلوب قياس الحجم الوظيفي الذي وضعته المجموعة الدولية لمستخدمي النقاط الوظيفية (IFPUG). ويعد أسلوب قياس الحجم الوظيفي (FSM Method) الذي وضعته المجموعة الدولية لمستخدمي النقاط الوظيفية (IFPUG) مقياس برمجيات أقرته المنظمة الدولية للمعايير (إسو) لتقدير حجم أي نظام معلومات بناء على الوظيفية التي يدركها مستخدم نظام المعلومات، دون الاعتماد على التكنولوجيا المستخدمة لتطبيق نظام المعلومات. ويعد المعيار أسلوب قياس الحجم الوظيفي الذي وضعته المجموعة الدولية لمستخدمي النقاط الوظيفية (IFPUG) (هندسة برمجيات ISO/IEC 20926 - دليل ممارسات حساب النقاط الوظيفية) أحد المعايير الخمسة التي أقرتها المنظمة الدولية للمعايير (إسو) في الوقت الراهن لتقدير حجم البرمجيات من الناحية الوظيفية.
هنالك عدة معايير معترف بها أو\و مواصفات عامة لقياس حجم البرمجيات باستخدام الوحدة الوظيفية، وهي:
1. معايير الآيزو (ISO)
2. مواصفات أو إم جي (OMG) للواحدات الوظيفية المؤتمتة

## مقدمة
ورد ذكر النقاط الوظيفية في عام 1979 في مقال بعنوان A New Way of Looking at Tools بقلم ألان ألبريتشت في شركة آي بي إم . وقد تم تعريف متطلبات المستخدم الوظيفية للبرنامج وتم تقسيم كل متطلب إلى واحد من الأنواع الخمسة التالية: المخرجات والاستعلامات والمدخلات والملفات الداخلية والواجهات الخارجية. وبعد الفراغ من تحديد الوظيفة وتصنيفها إلى أحد الأنواع، يتم بعد ذلك تقييمها فيما يتعلق بالتعقيد وتخصيص رقم للنقاط الوظيفية. ويرسم كل متطلب من متطلبات المستخدم الوظيفية هذه تفاصيل وظيفة عمل المستخدم النهائي، مثل إدخال البيانات بالنسبة لأية عملية إدخال أو استعلام المستخدم بالنسبة لأية عملية استعلام. ويمثل هذا التمايز أهمية لأنه لم يقتصر على جعل الوظائف التي يتم قياسها في مخطط النقاط الوظيفية أكثر يسرًا في المتطلبات التي يوجهها المستخدم، ولكنه يعتني كذلك بإخفاء الوظائف الداخلية (على سبيل المثال اللوغاريتمات)، التي تتطلب أيضًا توفر موارد لتطبيقها، ومع ذلك، لا يتوفر معيار FSM Method من قِبل المنظمة الدولية للمعايير (إسو) من شأنه تضمين التعقيد اللوغاريتمي في نتيجة تقدير الحجم. وقد طُرحت مؤخرًا طرق مختلفة للتعامل مع نقطة الضعف الملحوظة هذه، والتي طُبّقت في العديد من منتجات البرمجيات التجارية. وتتضمن الأشكال المتنوعة لأسلوب المجموعة الدولية لمستخدمي النقاط الوظيفية (IFPUG) المعتمد على ألبريتشت والمُصمم من أجل نقطة الضعف هذه (ونقاط الضعف الأخرى):
- النقاط الوظيفية المبكرة والسهلة – الضبط المتعلق بالمشكلة وتعقيد البيانات باستخدام سؤالين ينتج عنهما قياسًا موضوعيًا إلى حد ما للتعقيد؛ تبسيط القياس من خلال القضاء على الحاجة إلى حساب عناصر البيانات.
- النقاط الوظيفية الهندسية – يتم إحصاء العناصر (أسماء المتغيرات) والمعاملات (على سبيل المثال العمليات الحسابية، المساواة/عدم المساواة، القيمة المنطقية). يلقي هذا التباين الضوء على الوظيفة الحسابية.[3] ويشبه الهدف منه هدف [قياسات التعقيد باستخدام طريقة Halstead] المعتمدة على المعاملات.
- قياس Bang – يحدد مقياسًا وظيفيًا بناء على اثني عشر إحصاء أولي (بسيط) يؤثر أو يظهر Bang، الذي تم تعرفيه على أنه «قياس الوظيفة الصحيحة المراد تقديمها مثلما يدركها المستخدم.» قد يكون قياس Bang مفيدًا في تقييم قيمة وحدة برنامج فيما يتعلق بمدى الوظائف المفيدة التي تقدمها، على الرغم من وجود دليل ضئيل على ذلك في المواد المطبوعة عن هذا التطبيق. يمكن تطبيق استخدام قياس Bang عند الأخذ في الاعتبار الإعادة الهندسية (سواء أكانت كاملة أو كانت عبارة عن نموذج خطي منكسر piecewise)، وفقًا لما تمت مناقشته في صيانة الأنظمة التشغيلية - نظرة عامة.
- النقاط العلاّمة – إضافة تغييرات لتحسين إمكانية تطبيق الأنظمة باستخدام معالجة داخلية كبيرة (على سبيل المثال أنظمة التشغيل وأنظمة الاتصالات). ويسمح هذا بوضع تفسير للوظائف التي لا يدركها المستخدم بالفعل، ولكنها تمثل ضرورة للتشغيل الملائم.
- [Weighted Micro Function Points] (النقاط الوظيفية الدقيقة المرجحة)] – أحد الطُرز الجديدة (2009) التي تضبط النقاط الوظيفية باستخدام الأوزان المستقاة من تعقيد تدفق البرنامج ومفردات المعاملات واستخدام الكائن والتعقيد اللوغاريتمي.

## وصلات خارجية
- Function Points: A New Way of Looking at Tools
- The Netherlands Software Metrics users Association (NESMA)
- The International Function Point Users Group (IFPUG)
- The Common Software Measurement International Consortium
- Function Point Analysis in قاموس الحوسبة المجاني على الانترنت
- COSMIC - ISO 19761
- An introduction (tutorial) to Function Points Analysis
- Metric Studio 2010 for FPA - A Freeware FPA tool